# Gnophos plumbeata
Gnophos plumbeata là một loài bướm đêm trong họ Geometridae.